# Ramat Begin
Ramat Begin (hebrejsky: רמת בגין, doslova Beginova výšina) je čtvrť v jižní části Haify v Izraeli. Nachází se v administrativní oblasti Ramot ha-Karmel, v pohoří Karmel.

## Geografie
Leží v nadmořské výšce necelých 300 metrů, cca 5 kilometrů jižně od centra dolního města. Na východě s ní sousedí čtvrť Ramat Golda, na západě Ramat Eškol, na severozápadě čtvrť Achuza, na jihu Hod ha-Karmel. Nachází se na vyvýšených terasách, které člení hluboká údolí, jimiž protékají četná vádí. Na západní straně je to Nachal Amiram, na jihu Nachal Ovadja. Údolí těchto sezónních toků jsou souvisle zalesněna. Po severním okraji čtvrtě prochází lokální silnice číslo 672 v ose třídy Sderot Aba Chuši, která je hlavní osou této oblasti. Populace je židovská.

## Dějiny
Byla zřízena jako součást masivní bytové výstavby, která od poloviny 70. let 20. století probíhala v této části města, v jejímž rámci došlo k rozšíření rezidenčních ploch. Plocha této městské části dosahuje 1,26 kilometru čtverečního). V roce 2008 tu žilo 4920 lidí. Pojmenována je podle Menachema Begina, bývalého izraelského premiéra.